# 武汉展览馆

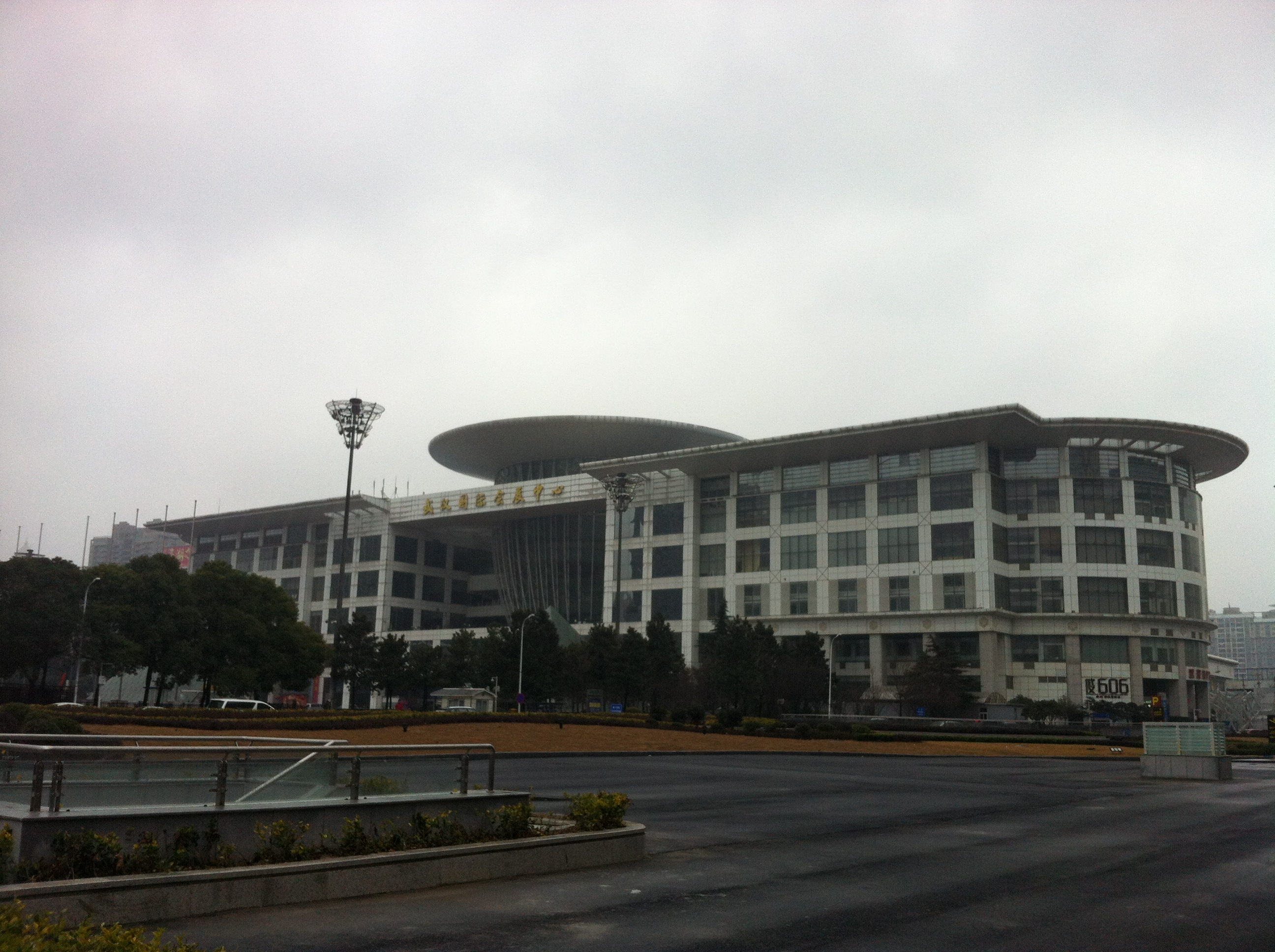

武汉国际会展中心，又称武汉展览馆，是中華人民共和國湖北省武汉市标志性建筑之一，位于武汉市汉口江汉区解放大道372号，武汉中山公园对面，武汉商场、武汉饭店附近。

## 历史

### 中苏友好宫时期
1956年建成，原名武汉中苏友好宫，是中国的四大中苏友好宫之一，由苏联援助建设，为1956年5月5日至7月5日在武汉举办的“苏联经济、文化建设成就展览”而兴建。中苏关系恶化之后改名武汉展览馆。
武汉展览馆是上世纪五十年代全国四大展览馆之一。当时为举办苏联展览会，在北京、上海、广州、武汉先后建设了四个展览馆。北京、上海的两座中央都建有高塔，高大雄伟，细部装饰美观豪华。广州、武汉的两座从外观上与北京、上海的比起来朴素得多了。但武汉展览馆用于展览的展厅面积是四座展览馆中最大的（如北京展览馆只有一层，其西北是莫斯科餐厅，西南部分是展览馆剧院）。四大展览馆均为前苏联风格，内部相应展厅的结构、大小都差不多。正厅的圆形穹顶是其标志性风格。

### 武汉国际会展中心时期
1995年，武汉市将中苏友好宫炸毁重建，重建因1997年东南亚金融危机而中断，2001年方始建成，改名武汉国际会展中心，又称“新武展”，由汉商集团控股经营至今。2007年，武汉国有资产经营公司将原展览馆部分土地产权售予武汉武商集团股份有限公司，用于该公司的地产扩建项目。
2020年1月，發生新冠肺炎疫情，武汉国际会展中心被用做方艙醫院，收治輕症病患。

## 脚注和参考
- 官方网站 （页面存档备份，存于）

1. 1 2  周其俊. . 光明网（转自《南方周末》）. 1999-12-30  [2013-07-24]. （原始内容存档于2007-03-17）.
2. 1 2  http://www.whcc.gov.cn/syj/art/article.php?articleid=10095%5B%5D
3. ↑  .   [2008-07-13]. （原始内容存档于2007-12-03）.
4. ↑  李巧宁《中苏友好话语”的构建：1949年─1960年》，《当代中国研究》2007年第1期，总第96期
5. ↑  http://bbs.cnhan.com/dispbbs.asp?boardID=125&ID=101395&page=1%5B%5D
6. ↑  .   [2008-07-13]. （原始内容存档于2019-09-09）.